# Мојмир Сепе
Мојмир Сепе (11. јул 1930, Чрна на Корошкем - 24 децембар 2020, Љубљана) је био словеначки трубач, пијаниста, композитор популарне музике, диригент, аранжер.

## Биографија
Гимназију је завршио 1949. у Цељу, а студирао клавир и трубу на Музичкој академији у Љубљани. Музичку каријеру започео је 1950. као трубач Плесног оркестра радија Љубљана. Његове музичке склоности потичу из џеза и свинга . 2010. године, на свој 80. рођендан је добио Козинову награду за заокружен композиторски опус у области забавне музике и Златни орден за заслуге Републике Словеније. Умро је на Бадње вече 2020. Влада Републике Словеније одлучила је да организује сахрану уз војне почасти.  

## Приватни живот
Супруга му је била позната певачица Мајда Сепе, а ћерка Полона Сепе, једна од првих словеначких редитељки и сценариста.